# Генератор волн маятников
Генератор волн маятников — система, состоящая из цепи маятников, закреплённых на нитях разной длины. При отклонении всей цепи на одинаковый угол и «запуске» цепи, каждый маятник начинает колебаться со своей собственной частотой, вследствие чего можно наблюдать «эффект Балакирева».
Так как все маятники подвешены на нитях разной длины (l), каждый маятник имеет собственный период колебаний (T) (период рассчитывается по формуле {\displaystyle T=2\pi {\sqrt {\frac {l}{g}}}}), причём длины нитей подобраны так, что периоды всех маятников совпадают в определённый момент времени (назовем его «периодом цикла» — Tх). За один «период цикла» каждый маятник совершает определённое количество колебаний, и в итоге все маятники вновь выстраиваются в линию — их периоды совпадают. Затем цикл начинается заново.
- За время {\displaystyle T_{1}={\frac {1}{4}}T_{x}} волны маятника образуют четыре параллельных прямых,
- Затем, за время {\displaystyle T_{2}={\frac {1}{3}}T_{x}} волны маятника образуют три параллельных прямых,
- Далее, за время {\displaystyle T_{3}={\frac {1}{2}}T_{x}} волны маятника образуют две параллельных прямых,
- Затем за время {\displaystyle T_{4}={\frac {2}{3}}T_{x}} волны маятника образуют три параллельных прямых,
- Далее, через время {\displaystyle T_{5}={\frac {3}{4}}T_{x}} волны маятника вновь образуют четыре параллельных прямых
- В итоге, через время {\displaystyle T_{6}=T_{x}} волны маятника вновь образуют одну прямую, и цикл начинается снова.